# شهرستان اوهایو (ویرجینیای غربی)
شهرستان اوهایو، ویرجینیای غربی (به انگلیسی: Ohio County, West Virginia) یک سکونتگاه مسکونی در ایالات متحده آمریکا است که در ویرجینیای غربی واقع شده‌است.

## خصوصیات
شهرستان اوهایو ۲۸۲٫۳۱ کیلومترمربع مساحت دارد.